# Heather Morris
Heather Elizabeth Morris (* 1. února 1987, Thousand Oaks, Kalifornie, USA) je americká herečka, zpěvačka a tanečnice. Její nejznámější rolí je roztleskávačka Brittany Pierce v hudebním seriálu Glee.

## Dětství
Heather se narodila v Kalifornii ve městě Thousand Oaks. Vyrůstala ve Scottdale v Arizoně. Tanci se začala věnovat už od svého jednoho roku. V mladém věku soutěžila v kategoriích jako jazz, step nebo moderní tanec. Má skotský vzhled po svém otci. Její otec zemřel, když jí bylo čtrnáct let, což těžce nesla. Po absolvování střední školy se chtěla přihlásit na místní univerzitu, ale pochopila, že je na špatném místě, tak se místo toho v devatenácti letech odstěhovala do Los Angeles.

## Kariéra
Její první významné vystoupení bylo v roce 2006 v tanečním pořadu So You Think You Can Dance. Pak se přestěhovala do Los Angeles a chtěla se soustředit na svou taneční kariéru. To se jí také povedlo. Její velký zlom přišel v roce 2007, kdy se stala jednou z tanečnic na koncertním turné Beyoncé Knowles. Byla jedinou tanečnicí, která po zkušenosti z Beyoncé tour s ní ještě spolupracovala na klipu Single Ladies (Put a Ring On It) a vystupovala v různých pořadech.
V roce 2008 se objevila v malé roli ve filmu Fired Up, kde se seznámila s choreografem Zachem Woodleem, který ji přinesl další pracovní nabídky, ke kterým dělal choreografii, jako epizody seriálů Eli Stone, Swingtime, Bedtime Stories a nakonec Glee.
Morris začala brát hodiny herectví a začala aktivně usilovat o hereckou kariéru. Byla požádána Zachem, aby naučila herce z Glee choreografii k písničce Single Ladies (Put A Ring On It), která v seriálu zazněla. Ve stejný čas seriál hledal někoho na roli třetí roztleskávačky a nakonec ji obsadili do role Brittany. Zpočátku to byla malá role, která zřídkakdy mluví, ale postupně její role rostla. Heather si také píše do scénáře vlastní hlášky, které bude Brittany říkat. Od druhé série Glee byla role Brittany oficiálně povýšena na hlavní. Ve druhé epizodě druhé série s názvem Britney/Brittany (epizoda věnovaná Britney Spears) dokonce hrála hlavní roli a poprvé v seriálu zpívala – a to dvě písně od Britney Spears- „I'm a Slave 4 U“ a spolu s Naya Riverou ještě „Me Against The Music“. Stejně jako v seriálu, tak i ve skutečnosti je její nejlepší kamarádka představitelka Santany Lopez, Naya Rivera.
V prosinci 2010 byla Morris jmenována tváří kosmetické značky FLIRT! Cosmetics, která spadá pod Estée Lauder. V roce 2010 byla v časopise Maxim zařazena mezi 100 nejpřitažlivějších lidí a skončila na 85. místě. Na podobném seznamu AfterEllen skončila dokonce druhá.
V roce 2017 se stala soutěžící 24. řady reality show Dancing with the Stars. Jejím partnerem se stal Maksim Chmerkovskiy. Ze soutěže byla vyřazena v šestém soutěžním večeru, i přesto, že jako první získala perfektn skóre (40).

## Osobní život
Je vdaná za Taylora Hubbella, se kterým se seznámili na vysoké škole, když on hrál baseball. Chodili na tu samou střední školu v Arizoně, ale v té době se neznali. Začali spolu chodit poté, co se Morris přestěhovala do Los Angeles a Hubbell ji kontaktoval prostřednictvím Myspace.
V rozhovoru z roku 2011 s časopisem Fitness Morris řekla ohledně Hubella: „Chci si ho moc vzít. To je to, na čem mi doopravdy záleží. Chci si Taylora vzít a mít s ním děti. Miluji herectví, ale pokud ovlivňuje můj osobní život, nemůžu v něm pokračovat.“ Hubbell začal žít s Morris v Los Angeles na začátku roku 2012. Morris porodila jejich první dítě, syna Elijaha Beckwitha Hubbella, dne 28. září 2013. Dne 28. srpna 2014 bylo oznámeno, že je s Hubbellem zasnoubená a v květnu 2015 si ho vzala. V srpnu 2015 oznámila prostřednictvím sociálních sítí, že čeká druhé dítě a v rozhovoru s E! News prozradila, že to bude opět chlapeček. Její druhé dítě, Owen Barlett Hubbell, se jí narodil dne 11. února 2016.

## Filmografie

### Film
| Rok  | Název                               | Role            | Poznámky                                               |
| ---- | ----------------------------------- | --------------- | ------------------------------------------------------ |
| 2008 | Bedtime Stories                     | Tanečnice       | neuvedena v závěrečných titulcích                      |
| 2009 | Fired Up!                           | Fiona           |                                                        |
| 2011 | Glee: The 3D Concert Movie          | Brittany Pierce |                                                        |
| 2011 | A Sense of Humor                    | Laura           | krátký film                                            |
| 2011 | The Elevator                        | dívka           | krátký film. Také scenáristka, režisérka a producentka |
| 2011 | Andy Made a Friend                  | Kate            | krátký film                                            |
| 2011 | Post                                | Lily            |                                                        |
| 2012 | Doba ledová 4: Země v pohybu        | Katie           | pouze hlas                                             |
| 2012 | Glee Live! at Radio City Music Hall | Brittany Pierce |                                                        |
| 2012 | Courage to Create                   | Bella           | krátký film                                            |
| 2013 | Spring Breakers                     | Bess            |                                                        |
| 2015 | Horrible Parents                    | Meg             | Krátký film                                            |
| 2015 | Most Likely To Die                  | Gaby            |                                                        |
| 2016 | Folk Hero & Funny Guy               | Nicole          |                                                        |
| 2016 | The Cleansing Hour                  | Heather         | Krátký film                                            |

### Televize
| Rok       | Název                      | Role                     | Poznámky                                                      |
| --------- | -------------------------- | ------------------------ | ------------------------------------------------------------- |
| 2007      | The Beyoncé Experience     | Tanečnice                | DVD: The Beyoncé Experience Live                              |
| 2008      | Swingtown                  | Tanečnice                | Epizoda: „Get Down Tonight“                                   |
| 2008      | Eli Stone                  | Tanečnice                | Epizody: „The Path“ a „The Humanitarian“                      |
| 2009-2015 | Glee                       | Brittany Pierce          | Jedna z hlavních postav                                       |
| 2010      | Jak jsem poznal vaši matku | Tanečnice v obleku       | Epizoda: „Holky versus obleky“, neuvedena v titulcích         |
| 2012      | Napálené celebrity         | Sama sebe                | Hostující moderátorka                                         |
| 2015      | Romantically Speaking      | Ariel Cookson            | televizní film                                                |
| 2015      | Whose Line Is It Anyway?   | sama sebe                | epizoda: „Heather Morris“                                     |
| 2015      | Comedy Bang! Bang!         | Eliza Hansenback         | epizoda: „Weird Al Yankovic Wears A Different Hawaiian Shirt“ |
| 2016      | Go-Go Boy Interrupted      | Katie                    | 3 epizody                                                     |
| 2017      | Dancing with the Stars     | Soutěžící                |                                                               |
| 2017      | Psycho Wedding Crasher     | Jenna Kravitz            | televizní film                                                |
| 2017      | GLOW                       | účastník hodiny aerobiku | díl: „Pilot“                                                  |

## Videoklipy
| Rok  | Umělec               | Název písně               | Poznámky  |
| ---- | -------------------- | ------------------------- | --------- |
| 2008 | An-Ya                | „Nightlife“               | Tanečnice |
| 2008 | The White Tie Affair | „Candle (Sick and Tired)“ |           |
| 2008 | Hit the Lights       | „Drop the Girl“           |           |
| 2011 | Leo Moctezuma        | „2 Da Left“               |           |